# Jupiter (manzana)
Jupiter es una  variedad cultivar de manzano (Malus domestica). Esta manzana ha sido desarrollada en East Malling Research Station 1966, Inglaterra, (Kent).

## Historia
Fue conseguida en 1966 por los investigadores del « East Malling Research Station » ( "EMRS") en Kent.
Fue introducido al cultivo en general en 1981. Las frutas son dulces y jugosas con una buena textura y un sabor similar al de 'Cox's Orange Pippin'.
Se encuentra cultivado en el National Fruit Collection con el "Accession No.1972 - 191".
Según el sitio web de Orange Pippin, es una de las mejores manzanas estilo Cox, con un sabor algo más robusto, pero lo más importante, mucho más resistente a las enfermedades. En un cultivo intensivo y tiene tendencia a tener cosecha bienal si no se deja más espacio entre un pie y otro. También es resistente a las heladas, y obtuvo el Premio « Award of Garden Merit » de la Royal Horticultural Society en 1993.

## Características
La manzana 'Jupiter', es una manzana de mesa de postre parcialmente roja.
'Júpiter' es un cultivar de manzana encuadrado en el grupo de polinización 3 y siendo un triploide. Un cultivar vigoroso que es adecuado para zonas de lluvia más abundantes, y zonas más frías del norte.
La piel de la manzana es de color amarillo verdoso que se vuelve amarillo dorado y rojo anaranjado con la acción del sol.
La fruta tiene un sabor a cox, pero se producen cultivos más agudos y pesados. Puede convertirse en fructificación bienal si se permite que se sobre-cultive; La fruta puede ser de forma irregular y muy rojiza.
Época de consumo va desde finales de octubre hasta enero.